# براني (الجبل الأسود)
براني هي مدينة في جمهورية الجبل الأسود, وتقع في شمال البلاد على نهر ليم. وتتكون من 11,000 نسمة.
و هي المدينة الرئيسية في المحافظة التي تحمل نفس الاسم، والتي تتكون من 35,000 نسمة.

## المناخ
يظهر الجدول التالي التغييرات المناخية على مدار السنة لبراني:
| البيانات المناخية لـبراني                                     | البيانات المناخية لـبراني | البيانات المناخية لـبراني | البيانات المناخية لـبراني | البيانات المناخية لـبراني | البيانات المناخية لـبراني | البيانات المناخية لـبراني | البيانات المناخية لـبراني | البيانات المناخية لـبراني | البيانات المناخية لـبراني | البيانات المناخية لـبراني | البيانات المناخية لـبراني | البيانات المناخية لـبراني | البيانات المناخية لـبراني |
| الشهر                                                         | يناير                     | فبراير                    | مارس                      | أبريل                     | مايو                      | يونيو                     | يوليو                     | أغسطس                     | سبتمبر                    | أكتوبر                    | نوفمبر                    | ديسمبر                    | المعدل السنوي             |
| ------------------------------------------------------------- | ------------------------- | ------------------------- | ------------------------- | ------------------------- | ------------------------- | ------------------------- | ------------------------- | ------------------------- | ------------------------- | ------------------------- | ------------------------- | ------------------------- | ------------------------- |
| متوسط درجة الحرارة الكبرى °م (°ف)                             | 2.7 (36.9)                | 5.9 (42.6)                | 10.6 (51.1)               | 15.2 (59.4)               | 20.4 (68.7)               | 23.3 (73.9)               | 25.9 (78.6)               | 26.1 (79.0)               | 22.4 (72.3)               | 17.2 (63.0)               | 10.2 (50.4)               | 3.4 (38.1)                | 15.3 (59.5)               |
| المتوسط اليومي °م (°ف)                                        | −2.0 (28.4)               | 0.7 (33.3)                | 4.5 (40.1)                | 8.7 (47.7)                | 13.4 (56.1)               | 16.4 (61.5)               | 18.3 (64.9)               | 17.7 (63.9)               | 14.0 (57.2)               | 9.2 (48.6)                | 4.3 (39.7)                | −0.5 (31.1)               | 8.7 (47.7)                |
| متوسط درجة الحرارة الصغرى °م (°ف)                             | −5.9 (21.4)               | −3.9 (25.0)               | −0.9 (30.4)               | 2.7 (36.9)                | 6.4 (43.5)                | 9.5 (49.1)                | 10.9 (51.6)               | 10.3 (50.5)               | 7.5 (45.5)                | 3.4 (38.1)                | 0.0 (32.0)                | −4.2 (24.4)               | 3.0 (37.4)                |
| الهطول مم (إنش)                                               | 82.7 (3.26)               | 65.5 (2.58)               | 63.1 (2.48)               | 81.9 (3.22)               | 70.9 (2.79)               | 71.6 (2.82)               | 60.5 (2.38)               | 60.6 (2.39)               | 66.3 (2.61)               | 74.9 (2.95)               | 114.9 (4.52)              | 100.4 (3.95)              | 913.3 (35.95)             |
| متوسط أيام هطول الأمطار (≥ 0.1 mm)                            | 12                        | 11                        | 12                        | 13                        | 13                        | 13                        | 10                        | 9                         | 9                         | 9                         | 14                        | 14                        | 139                       |
| متوسط الرطوبة النسبية (%)                                     | 83                        | 78                        | 73                        | 70                        | 70                        | 71                        | 69                        | 70                        | 76                        | 78                        | 81                        | 85                        | 75                        |
| المصدر: Hydrological and Meteorological Service of Montenegro |                           |                           |                           |                           |                           |                           |                           |                           |                           |                           |                           |                           |                           |

## توأمة
لبراني (الجبل الأسود) اتفاقيات توأمة مع كل من:
- كوستروما (8 ديسمبر 2005 - )[9]
- تيرامو (30 يوليو 1985 - )[9]
- أضنة [9]
- تشلي [9]
- Čukarica [الإنجليزية]‏ (20 مايو 1985 - )[9]
- دوديلانج [9]
- إيش سوغ ألزيت [9]
- بيخا (12 أبريل 1998 - )[9]
- Staro Nagoričane Municipality [الإنجليزية]‏ (أكتوبر 2015 - )[9]
- سوبتيتسا [9]
- فرنياتشكا بانيا (2015 - )[9]
- City of Zavidovići  [لغات أخرى]‏ [9]

## أعلام
- سانيا برموفيتش
- إيما راموسوفيتش
- نيمانيا رادوفيتش
- سونيا بارياكتاروفيتش
- مايا سافيتش

## مواقع خارجية
- Berane municipality
- Beranske novosti (Berane News) نسخة محفوظة 3 أكتوبر 2011 على موقع واي باك مشين.
- Visit-Montenegro.com
- High School نسخة محفوظة 28 ديسمبر 2009 على موقع واي باك مشين.
- Berane - English language site
- Secondary school "Vukadin Vukadinovic" نسخة محفوظة 21 مارس 2009 على موقع واي باك مشين.
- Secondary medical school "Dr Branko Zogovic"
- Berane Town Forum نسخة محفوظة 3 أكتوبر 2011 على موقع واي باك مشين.